# Pantano del conde

## Parque natural Pantano del conde
La zona costera al norte de Porto Cesareo, llamada pantano del conde, es uno de los humedales más grandes de Salento, caracterizado por valores naturalistas de gran importancia.
La morfología del área es plana (altura mínima 0 metros altura máxima mt.66). con formaciones de dunas en correspondencia con el pantano del conde y relieves en los invernaderos de algunas decenas de metros de altura.
El humedal del Pantano del conde, que se extiende sobre unas mil hectáreas, se caracteriza como otros humedales de Salento por manantiales de agua dulce, cuya salida hacia el mar se ve obstaculizada por cordones densos. Con vistas a la zona húmeda en una posición montañosa se puede admirar una zona boscosa: el bosque del Arneo.